# Інститут «УкрНДІпроектреставрація»
Украї́нський держа́вний науко́во-до́слідний та прое́ктний інститу́т «УкрНДІпроектреставра́ція» (скорочено — Інститут «УкрНДІпроектреставрація»). Базова організація України з науково-технічної діяльності, а також визнаний організацією, що виконує науково-технічний супровід державних нормативних документів у сфері реставрації пам'яток нерухомої культурної спадщини. Інститут підпорядковується Міністерству регіонального розвитку, будівництва та житлово-комунального господарства України.
Інститут виконує історико-архівні дослідження та архітектурні дослідження, інженерно-конструкторські, хіміко-технологічні та інші вишукування, передбачені як законодавчими документами в галузі охорони пам'яток України, так і міжнародними актами. Розробляються ексклюзивні проєкти з благоустрою, інженерного обладнання та інтер'єрів пам'яток.
За проєктами фахівців інституту було відреставровано понад 1500 пам'яток архітектури та містобудування міста Києва та областей. Зокрема в таких населених пунктах областей, як:
- Вінницької (Андрушівка, Антопіль, Бар, Браїлів, Бугаївка, Буша, Вінниця, Вороновиця, Іванів (Янів), Жадани, Жмеринка, Козятин, Лядова, Могилів-Поділський, Муровані Курилівці, Нападівка, Немирів, Ободівка, Очеретня, Печера, Пиків, Поличинці, Северинівка, Серебринці, Сокілець, Соколівка, Стара Прилука, Тишківська Слобода, Тульчин, Хмільник, Чорномин, Шаргород)
- Волинської (Берестечко, Володимир-Волинський, Глоби, Затурці, Зимне, Жидичин, Луків, Луцьк, Любашів, Любомль, Мильці, Низкиничі, Новосілки, Олика, Піддубці, Рожищі, Сокіл, Торопин)
- Дніпропетровської (Дніпро (Дніпропетровськ), Китайгород, Новомосковськ, Семенівка)
- Донецької (Донецьк, Дружківка, Слов'яногірськ)
- Київської (Андрущі, Антонів, Антонівка, Березна, Біла Церква, Богатирка, Борисівка, Боярка, Васильків, Вишгород, Володарка, Вороньков, Гатне, Гоголів, Городище-Пустоварівське, Заворичі, Кожанка, Кривошениці, Крюківщина, Липовий скиток, Любимівка, Мала Стариця, Мар'янівка, Нещерів, Нові Петрівці, Ожегова, Переяслав, Плюти, Пархомівка, Пилипівка, Півні, Плоске, Проліски, П'ятигори, Раскопанці, Ржищів, Розкішне, Руде Село, Селезенівка, Синява, Сквира, Скібенці, Слобода, Сухоліси, Софипіль, Тадіївка, Тараща, Тетіїв, Фастів, Шамраївка, Шпарівка, Щербаки)
- Кіровоградської (Кропивницький (Кіровоград), Нова Прага, Онуфріївка, Розумівка)
- Житомирської (Бердичів, Верхівня, Житомир, Овруч)
- Закарпатської (Ужгород, Хуст)
- Запорізької (Василівка, Гуляйполе, Запоріжжя, Захаріївка, Кінські Роздори, Мелітополь, Обіточне, Приморськ, Токмак, Токмацький район)
- Луганської (Алчевськ, Городище)
- Одеської (Білгород-Дністровський, Болград, Ізмаїл, Кілія, Петрівка, Одеса)
- Полтавської (Великі Сорочинці, Вергуни, Веприк, Вишняки, Диканька, Козельщина, Лютенька, Мгар, Полтава, Федорівка)
- Рівненської (Дубно, Клевань, Корець, Млинів, Острог, Рівне)
- Сумської (Охтирка, Глухів, Путивль, Суми, Тростянець)
- Тернопільської (Бережани, Бучач, Вишнівець, Гусятин, Збараж, Коропець, Почаїв, Чортків)
- Харківської (Харків, Шарівка)
- Херсонської (Херсон)
- Хмельницької (Летичів, Жванець, Залуччя, Зіньків, Ізаслав, Кам'янець-Подільський, Меджибіж, Мукарів, Панівці, Сатанів, Старокостянтинів, Сутківці)
- Чернігівської (Батурин, Городище, Густин, Данівка, Дехтярі, Качанівка, Козелець, Лемеші, Любеч, Ніжин, Новгород-Сіверський, Остер, Прилуки, Седнів, Сокиринці, Чернігів)
- Чернівецької (Хотин, Чернівці)
- Автономної Республіки Крим (Алупка, Алушта, Бахчисарай, Велика Ялта, Євпаторія, Каменське, Керч, Кріпке, Кучук-ой, Лівадія, Монетне (Приморське), Севастополь, Сімеїз, Сімферополь, Старий Крим, Судак, Феодосія, Форос, Фрунзенське, Херсонес, Чорнорічінське, Чуфут-кале) та інші.

Нині Інститут, перебуваючи у сфері управління Міністерства регіонального розвитку, будівництва та житлово-комунального господарства України, є єдиним спадкоємцем та продовжувачем традицій української школи архітектурної реставрації, який зберіг унікальний колектив досвідчених висококваліфікованих фахівців, творчий потенціал та науково-інформаційну базу.

## 1946—1951 роки. У структурі Треста «Будмонумент»
| | Початком формування власне української реставраційної школи, з окремими центрами реставраційної діяльності та з фахівцями, що є носіями певних ідей, є період відновлення реставраційної справи після стагнації та Другої Світової війни. Масштаби руйнації утворили нову ситуацію у суто методологічному плані, оскільки старих рекомендацій, що базувались на принципах аналітичного архітектурно-археологічного підходу, виявляється недостатньо для вирішення як теоретичних, так і практичних завдань реставрації на новому етапі. |
| — Гончарова К.В. До питання про становлення української школи архітектурної реставрації / К.В.Гончарова // Вісник Інституту «УкрНДІпроектреставрація». — К.: Софія, 2013. — С. 9 | |

9 травня 1946 року Республіканський спеціалізований трест з будівництва монументів та реставрації пам'ятників архітектури «Будмонумент», що здійснював практичну діяльність в галузі архітектурної реставрації.
У цей час Відділ охорони і реставрації Держбуду УРСР очолювала архітектор Граужис Л. І.

## 1951—1969 роки. УСНРВМ
2 вересня 1951 року трест «Будмонумент» був реорганізований в Українські спеціальні науково-реставраційні виробничі майстерні Управління у справах архітектури при Раді Міністрів УРСР. Було сформовано три міжобласні філії: 1963 рік — Київська; 1969 рік — Кам'янець-Подільська, Кримська, Львівська, Одеська, Чернігівська.
Відділ охорони і реставрації Держбуду УРСР продовжує очолювати архітектор Граужис Л. І.

## 1969—1979 роки. УСНРВУ
В результаті структурних змін в 1969 році УСНРВМ було реорганізовано в Українське спеціальне науково-реставраційне виробниче управління Держбуду УРСР, в компетенції якого залишалися питання дослідження, реставрації та консервації пам'яток архітектури.

## 1980—2001 роки. Інститут «Укрпроектреставрація»: 10/10 років

Володимир Ілющенко. Макет будівлі водолікарні у Миргороді / Макетный сектор Института «Укрпроектреставрация». 1980-ті роки.

В 1980 році на базі Науково-дослідних реставраційних відділів Українського спеціального науково-реставраційного виробничого управління Держбуду УРСР було створено Інститут «Укрпроектреставрація» з метою реалізації державної політики у галузі охорони та реставрації об'єктів культурної спадщини України.
Відповідно до наказу Держбуду УРСР № 45 від 03.03.1980 року Науково-дослідний реставраційний відділ реорганізовано в Український спеціальний науково-реставраційний проєктний інститут «Укрзахідпроектреставрація», а постановою Держбуду СРСР № 29 від 19.02.1988 року створено Львівський філіал Українського спеціального науково-реставраційного проєктного інституту — «Укрзахідпроектреставрація» (м. Львів).
В 1989 році на базі Українського спеціального науково-реставраційного виробничого управління Держбуду УРСР було засновано об'єднання «Укрреставрація», пізніше реорганізоване в корпорацію, до складу якої увійшли регіональні відділення та Інститут «УкрНДІпроектреставрація».
Згідно з наказом Держбуду України № 74 від 24.06.1991 р. на базі Львівського філіалу інституту «Укрзахідпроектреставрація» створено Український регіональний спеціалізований науково-реставраційний інститут «Укрзахідпроектреставрація».
1980-ті роки вважаються «золотим десятиліттям» Української школи архітектурної реставрації
У період з травня 1993 до лютого 2002 року начальником Управління Мінбудархітектури (з жовтня 1997 Держбуду України), яке опікувалось питаннями охорони і реставрації пам'яток, а пізніше й реконструкцією історичної забудови був Кучерук М. М.

## 2001—2016 роки. Інститут «УкрНДІпроектреставрація»: від Держбуду до Мінрегіону

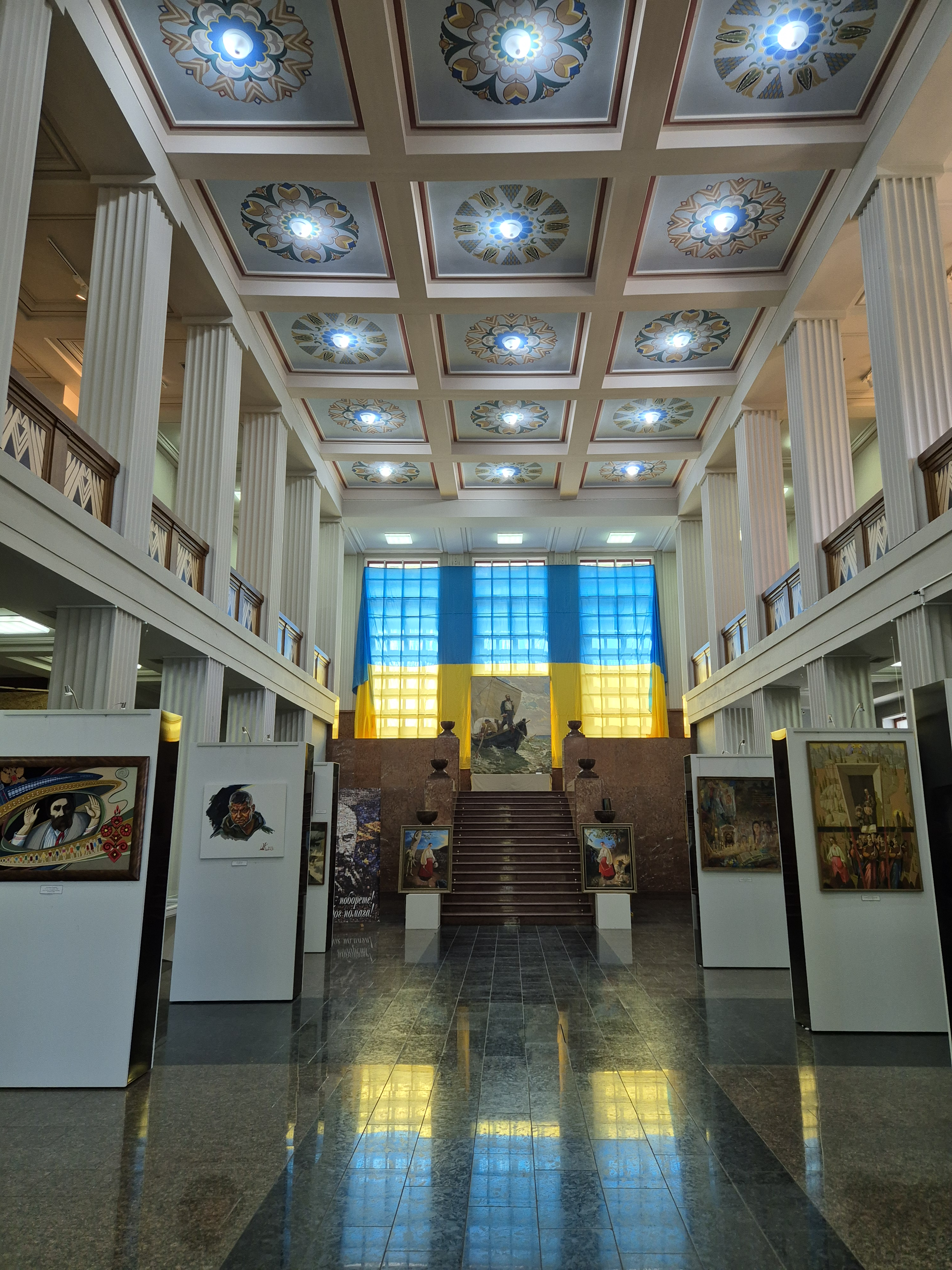
Музей Шевченка в Каневі.
Проєкт реставрації.
Інститут «УкрНДІпроектреставрація».
Головний архітектор проєкту Бєзякін В. М.

Згідно з рішенням колегії Державного комітету будівництва, архітектури та житлової політики від 1 лютого 2001 р. № 12 «Про наукове забезпечення робіт по проєктуванню об'єктів реставрації пам'яток нерухомої культурної спадщини» наказом Державного комітету будівництва, архітектури та житлової політики № 32 від 13.02.2001 року інститут «Укрпроектреставрація» було реорганізовано в Український державний науково-дослідний і проєктний інститут «УкрНДІпроектреставрація».
У період з 2001 років Інститут підпорядкований Управлінню реставрації і реконструкції історичної забудови Держбуду України (нині Управління перейменоване в Департамент містобудування, архітектури та планування територій Мінрегіону України).
У 2005 році інститут отримав статус базової організації з науково-технічної діяльності, а також віднесено до групи Б, як організацію, що виконує науково-технічний супровід державних нормативних документів у сфері реставрації пам'яток нерухомої культурної спадщини України (накази Держбуду України від 17.01.2005 р. № 8 та від 24.05.2005 р. № 21). У 2015 році цей статус було підтверджено.
У 2010 році експертна комісія Колегії Мінрегіонбуду України підтвердила державну атестацію інституту як наукової установи (Свідоцтво № 2 від 21.05.2010 р.).
В останні п'ять років інститутом, поряд з іншим, розроблено концепції розвитку Музейного комплексу «Мистецький Арсенал», Андріївського узвозу, Контрактової площі та вулиці П.Сагайдачного у м. Києві.
Інститут розробляє та модернізує, з урахуванням досягнень науки та техніки, нормативно-правові документи у сфері збереження нерухомої культурної спадщини. Бере активну участь в реформі сфери охорони культурної спадщини, відстоюючи позиції професійного підходу до реформи, оскільки вона торкається широкого кола питань, в тому числі й фахового практичного збереження нерухомого культурного надбання країни загалом та сфери реставрації зокрема.

## Основана мета та напрямки діяльності
Основною метою діяльності інституту є забезпечення втілення через основні напрямки своєї діяльності державної політики в галузі будівництва, реставрації пам'яток та нерухомих об'єктів культурної спадщини.
Пріоритетними напрямками діяльності інституту є:
- виявлення та дослідження об'єктів та пам'яток нерухомої культурної спадщини
- розроблення науково-проєктної документації спрямованої на реставраційний ремонт, реставрацію, консервацію, музеєфікацію та пристосування об'єктів та пам'яток нерухомої культурної спадщини.

Поряд з цим, виходячи з необхідності територіального збереження об'єктів та пам'яток нерухомої культурної спадщини, інститут розробляє містобудівну документацію:
- історико-архітектурні опорні плани історичних населених місць України;
- історичні ареали населених місць
- межі та режими використання зон охорони пам'яток культурної спадщини.

Як базова організація галузі, Інститут розробляє державні будівельні норми та стандарти в галузі реставрації. Рішенням Науково-технічної ради Мінрегіону від 20.12.2013 № 244 при Інституті створено Підкомітет № 5 «Технології збереження об'єктів (пам'яток) нерухомої культурної спадщини» (ПК5) Технічного комітету № 309 «Будтехнології» (ТК-309). Голова ПК5 — Тимкович Василій Юрійович. Об'єктами стандартизації підкомітету є «Технологія будівництва, в частині технологій збереження об'єктів (пам'яток) нерухомої культурної спадщини» (код 91.200).
При Інституті діє Науково-технічна рада.

## Структура інституту (на 2016 рік)
- Директор інституту
- Заступник, головний архітектор інституту (Цяук Лариса Ігорівна)

В складі інституту діє основних 7 відділів та 1 сектор: Відділ регіональних досліджень архітектурної та містобудівної спадщини та розвитку історичних територій (керівник Ізотов А. О.); Архітектурний відділ; Відділ ландшафтної архітектури (керівник Бєляков Ю. П.); Конструкторський відділ (Тупота М. О.); Інженерний відділ (Пєшая І. В.); Технологічний відділ, при якому діє науково-дослідна лабораторія (керівник Ігнатушко С. Л.), сектор історико-бібліографічних досліджень (керівник Гончарова К. В.); Кошторисний відділ (керівник Горяєва В. В.); Планово-виробничий відділ (керівник Дущенко Р. П.).
При інституті діє Науково-технічний архів проєктної та містобудівної документації (одиниці зберігання з 1946 року), яки складається з понад 40 тисяч томів, фототека, негатека, каталоги, нормативна база. Завершується робота на відновлення діяльності бібліотеки інституту.
Відділ регіональних досліджень архітектурно-містобудівної спадщини та розвитку історичних територій — створено на базі Відділу спеціальної містобудівної документації восени 2014 року.
Фахівцями відділу розроблялись історико-архітектурні опорні плани історичних населених місць, а також межі та режими зон охорони пам'яток нерухомої культурної спадщини.
- м. Алупка, Автономна республіка Крим
- смт Антоніни, Хмельницька область
- м. Вознесенськ, Миколаївської області
- м. Житомир
- м. Запоріжжя
- м. Ізяслав, Хмельницької області
- смт Коктебель, Автономна республіка Крим
- м. Переяслав-Хмельницький, Київської області
- м. Полтава
- м. Старокостянтинів, Хмельницької область
- м. Феодосія, Автономна республіка Крим
- м. Чернівці
- м. Хмільник, Вінницька область
- м. Хуст, Закарпатська область

Плани організації територій історико-культурних заповідників
- Національний заповідник «Гетьманська столиця» у смт Батурин
- Генуезька фортеця у м. Судак (відділ Національного заповідника «Софія Київська»);

З 2014 року запроваджено новий напрям в роботі відділу — стратегічні дослідження та розробки щодо збереження нерухомої культурної спадщини, що передбачає перспективне дослідження пам'яток з розробленням концепцій та програм розвитку населених пунктів на основі існуючого історико-культурного потенціалу. Також відділ напрацьовує нормативно-правові акти задля реформи як сфери реставрації (збереження), так й сфери охорони нерухомої культурної спадщини. Фахівці відділу опікуються розв'язання питання збереження комплексу садиби Пшилуських в селі Нападівка Липовецького району Вінницької області.
Керівник відділу — Ізотов Анатолій Олександрович, головний архітектор проєктів, магістр мистецтвознавства, кандидат архітектури (18.00.01. Теорія архітектури, реставрація пам'яток архітектури), дійсний член Українського національного комітету Міжнародної ради з питань пам'яток та визначних місць (УНК ІКОМОС).
НАУКОВО-ТЕХНОЛОГІЧНИЙ ВІДДІЛ
Відділ складається з висококваліфікованих фахівців та виконує хіміко-технологічних вишукувань, діагностику стану конструкцій та матеріалів, лабораторні дослідження, та розробляє технології виконання ремонтно-реставраційних робіт на пам'ятках нерухомої культурної спадщини.
Керівник відділу — Ігнатушко Сергій Леонідович.

## Нормативно-правова діяльність
Норми та правила розроблені інститутом «УкрНДІпроектреставрація»
- ТЗЦНПР-91. Тимчасовий збірник цін на науково-проєктні роботи по нерухомих пам'ятниках історії та культури Української РСР [Архівовано 18 жовтня 2016 у Wayback Machine.] (діючий).
- ДБН В.3.2-1-2004 «Реставраційні, консерваційні та ремонтні роботи на пам'ятках культурної спадщини» [Архівовано 23 березня 2018 у Wayback Machine.] (скасовується з 01.01.2017). Автори: Гуцуляк Р. Б. (відповідальний виконавець), Захарчук М. І., Коренюк Ю. О., Лівійський О. М. (науковий консультант), Новікова Е. О., Поляцькова Н. В., Скляр С. В., Стратієнко В. І., Стріленко Ю. М. (ДНТЦ «Конрест»); за участю: Івакін Г. Ю.(Інститут археології НАН України), Пламеницька О. А. (ДНДІТІАМ), Снісаренко В. І. (НДІБВ), Соковніна Н. Х. (ДНДП містобудування).
- ДБН А.2.2-6-2008 «Склад, зміст, порядок розроблення, погодження і затвердження науково-проєктної документації для реставрації об'єктів нерухомої культурної спадщини» [Архівовано 23 березня 2018 у Wayback Machine.] (діючий). Автори: Антонюк А. Є., Граужи О. О., Крупський А. П. (Інститут «УкрНДІпроектреставрація»); Гуцуляк Р. Б. (відповідальний виконавець), Щавінський Р. В., Скляр С. В., Стріленко Ю. М., Захарчук М. Л. (ДНТЦ «Конрест).
- ДБН А.2.2-6:201Х „Склад та зміст науково-проектної документації на реставрацію пам'яток архітектури та містобудування“ (Проєкт). Автори: Ізотов А. О., Самойленко О. Г., Рутковська О. А., Тимкович В. Ю. (науковий керівник), Цяук Л. І.
- ДСТУ-Н Б В.3.2-4:2016 Настанова щодо виконання ремонтно-реставраційних робіт на пам'ятках архітектури та містобудування» (Надано чинності: наказ Мінрегіон від 21.06.2016 р. № 174. вступив в дію з 01.01.2017 р.). Автори: Білецька О. П., Ігнатушко С. Л., Ізотов А. О., Рутковська О. А., Самойленко О. Г., Святина А. Б., Тимкович В. Ю. (науковий керівник), Тихонова О. М.
- Порядок розроблення, погодження та затвердження документації на реставрацію пам'яток архітектури та містобудування [Архівовано 18 жовтня 2016 у Wayback Machine.] (Проєкт). Автори: Ізотов А. О., Самойленко О. Г., Тимкович В. Ю., Цяук Л. І.
- ДСТУ Б Д.2.5-1:20ХХ «Ресурсні елементні кошторисні норми на реставраційно-відновлювальні роботи. Археологічні та земляні роботи в зоні пам'яток історії і культури» (Проєкт)
- ДСТУ Б Д.2.5-3:20ХХ «Ресурсні елементні кошторисні норми на реставраційно-відновлювальні роботи. Реставрація і відтворення цегляних кладок» (Проєкт)
- ДСТУ Б Д.2.5-5:20ХХ «Ресурсні елементні кошторисні норми на реставраційно-відновлювальні роботи. Реставрація і відтворення дерев'яних конструкцій i деталей» (Проєкт)
- ДСТУ Б Д.2.5-6:20ХХ «Ресурсні елементні кошторисні норми на реставраційно-відновлювальні роботи. Реставрація і відтворення покрівель» (Проєкт)
- ДСТУ Б Д.2.5-8:20ХХ «Ресурсні елементні кошторисні норми на реставраційно-відновлювальні роботи. Реставрація і відтворення штукатурного опорядження» (Проєкт)
- ДСТУ Б Д.2.5-10:20ХХ «Ресурсні елементні кошторисні норми на реставраційно-відновлювальні роботи. Реставрація і відтворення фарбувань фасадів та інтер'єрів» (Проєкт)
- ДСТУ Б Д.2.5-13:20ХХ «Ресурсні елементні кошторисні норми на реставраційно-відновлювальні роботи. Реставрація і відтворення різьблення по дереву» (Проєкт)
- ДСТУ Б Д.2.5-15:20ХХ «Ресурсні елементні кошторисні норми на реставраційно-відновлювальні роботи. Реставрація і відтворення паркетних підлог» (Проєкт)
- ДСТУ Б Д.2.5-20:20ХХ «Ресурсні елементні кошторисні норми на реставраційно-відновлювальні роботи. Реставрація і відтворення позолоти» (Проєкт)
- ДСТУ Б Д.2.5-21:20ХХ «Ресурсні елементні кошторисні норми на реставраційно-відновлювальні роботи. Різні роботи» (Проєкт)
- ДСТУ Б Д.2.5-25:20ХХ «Ресурсні елементні кошторисні норми на реставраційно-відновлювальні роботи. Реставрація і відтворення освітлювальних приладів» (Проєкт)

Висновки відповідності державних норм розроблені іншими установами та організаціями
- ДСТУ Б.2.2-Х:201Х «Склад та зміст науково-проєктної документації щодо визначення меж і режимів використання зон охорони пам'яток архітектури та містобудування» (Висновок відповідності)

## Вісник інституту «УкрНДІпроектреставрація». Збірник наукових праць
2003. — Число 1
- С. 3—4. Антонюк А. Вступне слово
- С. 5—35. Марионіла Говденко. Деякі пам'ятки Древньої Русі: За матеріалами досліджень
- С. 36—53. Ольга Рутковська. Вулиця Велика Житомирська в містобудівному аспекті
- С. 54—65. Юлій Ліфшиц Звіринецькі печери як феномен модульної побудови катакомб ХІ-XVIII ст.
- С. 66—80. Ольга Рутковська. Об'ємно-просторове вирішення храму Пр. Богородиці Десятинної: За історичними джерелами та дослідженнями
- С. 81—90. Ніна Шепітько, Ольга Рутковська. Нотатки з історії церкви Стрітення Господнього на Львівській площі в Києві
- С. 91—101. Ольга Рутковська. Діяльність Євгена Єрмакова на посаді київського єпархіального архітектора
- С. 108—115. Ніна Шепітько. Царські врата Успенського собору Києво-Печерської Лаври
- С. 116—119. Методика визначення облікової грошової вартості пам'яток архітектури
- С. 120. Зміст

2004. — Число 2
- С. 3—17. Юрій Ходорковський. Проблеми реконструкції забудови історичного центру та окремих об'єктів культурної спадщини Києва
- С. 18—31. Вадим Лук'янченко. Спасо-Преображенський монастир в Новгороді Сіверському [Архівовано 21 вересня 2019 у Wayback Machine.]
- С. 32—41. Ольга Рутковська. Китаївський пустинницький скит. З матеріалів історичної розвідки
- С. 42—50. Тетяна Філіпова. Церква Спаса на Берестові [Архівовано 21 вересня 2019 у Wayback Machine.]
- С. 51—70. Юлій Ліфшіц. Історія будівництва та відтворення палацу Розумовського в Батурині
- С. 71—80. Амелія Шамраєва. Подільська брама на Набережному шосе. Набережний казематний верк Київської фортеці 1849—1853 роки
- С. 81—91. Марія Кадомська, Володимир Хромченков. Караїмська кенаса в Києві
- С. 92—101. Ніна Шепітько, Ольга Рутковська. Церква Св. Олександра Невського колишнього Київського Товариства землеробських колоній та ремісничих притулків на вулиці Стрийській, 4
- С. 102—119. Ольга Рутковська. Автори та їх живописні твори в соборі Херсонеса Таврійського
- С. 120. Зміт

2005. — Число 3—4
- С. 3—22. Амелія Шамраєва. Собор св. Георгія (Успіння Богородиці) XII—XX ст. (охор. № 774) в м. Каневі Черкаської області: (За архівними джерелами ХІХ-ХХ ст.)
- С. 23—30. Катерина Гончарова. Богоявленський собор Братського монастиря
- С. 31—51. Катерина Гончарова. Аналіз писемних джерел до історії забудови Братського монастиря та Києво-Могилянської Академії
- С. 52—61. Віктор Завада. Деякі питання реконструкції найдавніших пам'яток дерев'яної архітектури
- С. 62—75. Амелія Шамраєва. Типові проєкти житлової забудови 1-ї половини ХІХ ст. в Росії і в України
- С. 76—86. Юрій Ходорковський. Нова споруда в історичному середовищі: тенденції формоутворення
- С. 87—104. Олена Мокроусова. Розпланування нових вулиць Києва наприкінці ХІХ — початку XX століття як ознака будівельного піднесення
- С. 105—117. Амелія Шамраєва. Містобудівне формування й розвиток міста Охтирки Слобожанщини доби класицизму
- С. 118—147. Ольга Рутковська. Історичні досліди з хронології розвитку смт Батурин Бахмацького району Чернігівської області та його історичного ареалу. (XVII ст. — радянський період)
- С. 148—151. Олександр Сургай. Знаки давніх майстрів на плінфі Успенського собору Києво-Печерської Лаври
- С. 152—156. Олег Сівков. коло аналогів до розписів у інтер'єрі канівського собору в ім'я св. Георгія
- С. 158. Зміст

2006. — Число 5—6
- С. 3—38. Гончарова Катерина. Матеріали до історії споруди Арсеналу Києво-Печерської фортеці з Київських архівосховищ
- С. 39—54. Рутковська Ольга. Забудова на території садиби старого Арсеналу на Печерську (До 1780 рр. та з середини 19 ст. до 2005 р.)
- С. 55—79. Шамраєва Амелія. Нові відкриття в ансамблі Софійського собору в Києві
- С. 80—91. Шамраєва Амелія. Нові відкриття в Канівському Успенському соборі. 1868—1875 рр. (За архівними матеріалами)
- С. 92—100. Рутковська Ольга. Проєктні розробки та дослідження щодо відтворення Успенського собору Києво-Печерської Лаври. 1980 рр.
- С. 101—117. Лук'янченко Вадим. Покої настоятеля Спасо-Преображенського монастиря у Новгороді-Сіверському. Наукові дослідження та реставрація
- С. 118—124. Сургай Олександр. Флорівський монастир — незгасаючий світоч православ'я
- С. 125—133. Рутковська Ольга. Іконостаси приділів Андрія Первозваного, Преображення Господнього та Іоана Богослова в Успенському соборі Києво-Печерської Лаври. З досвіду відтворення програм іконопису
- С. 134—142. Сівков Олег. Відтворення інтер'єрів палацу К. Розумовського в Батурині: проблема аналогів
- С. 143—150. Ходорковській Юрій. Деякі науково-методичні проблеми охорони пам'яток
- С. 151—154. Даниленко Андрій. До питання збереження пам'яток архітектури стиля конструктивізму
- С. 155—161. WIRT Hermann, Андрей Даниленко. О взаимопонимании украинских и немецких реставраторов
- С. 162—166. Вірт Герман. Основні поняття з області охорони пам'яток
- С. 167—176. Корнієнко В'ячеслав. Пам'ятки містобудування та архітектури як об'єкти культурно-пізнавального туризму
- С. 177—186. Малаков Дмитро. Про пожежу на Хрещатику 1941 року

2013. — Число 7—8
- С. 4. Передмова
- С. 8—29. Гончарова К. В. До питання про становлення української школи архітектурної реставрації
- С. 30—36. Коренцвит В. А. Термин «новодел» в словаре реставраторов. Уточнение реального смысла
- С. 37—55. Лук'янченко В. І., Ткаченко Т. О. Дослідження системи опалення та конструкції підлоги у Трапезній палаті Києво-Печерської лаври (охор.№ 4/26)
- С. 56—73. Рутковська О. А. До питання відтворення тематики та образів іконописних програм, створених Києво-Лаврською іконописною майстернею в I половині 18 ст. Іконостаси приділів Св. Преображення Господнього та Св. Йоана Богослова в Успенському соборі Києво-Печерської лаври
- С. 74—80. Вадімов В. М. Культурологічна складова у методології розробки планів зонування території (зонінг-планів) історичних міст
- С. 81—95. Водзинський Є. Є. Охоронне зонування Судака
- С. 96—106. Иванова И. Г. Музеи-заповедники и их роль в сохранении историко-культурных и природных ландшафтов (по материалам Российского НИИ культурного и природного наследия им. Д. С.  Лихачёва)
- С. 107—119. Региональный аспект социокультурных исследований территорий и поселений (на примере России)
- С. 120—129. Ходорковський Ю. І. Деякі науково-методичні проблеми охорони пам'яток
- С. 130—140. Завада В. Т. Архітектурна пам'ятка у Синьові та її місце в історії традиційного сакрального будівництва України
- С. 141—151. Малаков Д. В. Про пожежу на Хрещатику 1941 року
- С. 152—165. Мокроусова О. Г., Скібіцька Т. В. Найстаріший житловий будинок вулиць Костьольної та Трьохсвятительської (історія домоволодіння 1810—1980-х рр.)
- С. 166—172. Степенькіна П. Я. Палац у Корсуні: історія забудови
- С. 173—180. Шамраєва А. М. Впорядкування та благоустрій території Софійського собору за історико-архівними дослідженнями
- С. 181—195. Шулєшко І. В. «Фабрика кахлів» Іосифата Андржейовського. Хронопис
- С. 196—197. Венгловская В. Н. Памяти первой насосной водопроводной станции в Киеве
- С. 198—206. Корольонок С.  В. Онуфріївський парк Толстих у Кіровоградській області
- С. 207—211. Шитіков В. В. Загальні методи визначення оптимальних параметрів середовища в пам'ятках архітектури та музеях

## Статті та публікації фахівців інституту
1951
1. Горбенко Є. В. Реставрація пам'ятників архітектури в Україні // Вісник Академії архітектури УРСР. — 1951. — № 2. — С. 42—45.

1968 рік
1. Пламеницька Є., Тюпич А. Дослідження фортеці триває [Архівовано 6 березня 2016 у Wayback Machine.]: Вивчаймо рідний край // Прапор Жовтня (Кам'янець-Подільський). — 1968. — 16 січня. — С.  4.

1977 рік
1. Безякин В. Н., Граужис О. О. Пропопрциональный анализ в реставарции памятников архитектуры // Строительство и архитектура. — 1977. — № 5. — С. 32—35.

1979 рік
1. Корнеева В. И. Новое в истории и реставрации Андреевской церкви [Текст] / В. И. Корнеева, М. Г. Дегтярев // Строительство и архитектура. — 1979. — № 8. — С. 24—26: ил., рис.
2. Корнеева В. И., Дегтярьов М. Г. Новое в истории и реставрации Андреевской церкви // Строительство и архитектуры. — 1979. — № 8. — С. 26—27.
3. Говденко М. М.  Мемориальный комплекс «Казацкие могилы» [Текст] / М. М. Говденко, Е. М. Годованюк // Строительство и архитектура. — 1979. — № 12. — С. 26—27: планы, фото

1982
1. Корнеева В. И., Дегтярьов М. Г. Бурса Софийского монастыря в Киеве // Строительство и архитектура. — 1982. — № 7. — С. 35—37.

1984 рік
1. Маркиз В. И. Памятники архитектуры Новгород-Северского / В. И. Маркиз // Строительство и архитектура. — 1984. — № 10. — С. 27—28.

1985
1. Лопушинская Е. И. Спасо-Преображенский собор в Новгород-Сиверском // Строительство и архитектура. — 1985. — № 6. — С. 27—28.

1988 рік
1. Говденко М. М.  Архитектурная керамика главной колокольни Киево-Печерской лавры [Текст] / М. М. Говденко, Е. М. Годованюк // Строительство и архитектура. — 1988. — № 10. — С. 18—19 : фото, рис.
2. Дегтярев М. Г. Уникальная военно-инженерная постройка Киево-Печерской крепости [Текст] / М. Г. Дегтярев // Строительство и архитектура. — 1988. — № 9. — С. 27—28.
3. Лопушинская Е. И. Реставрация Никольськой (Брянской) церкви с размещением концертного зала органной и камерной музыки Днепропетровска // Архитектура ССР. — 1988. — № 6. — С. 12—13.
4. Маркиз В. И., Лукьянченко В. И. Памятник сбрасывает насловение времени // Строительство и архитектура. — 1988. — № 5. — С. 26—27.
5. Осадчий Е. И., Катушкин В. А. Использование метода фотограмметрии в архитектуре // Строительство и архитектура. — 1988. — № 8. — С. 18—19.

1992 рік
1. Лопушинська Євгенія. Церкви Іоанна Предтечі та Іоанна Богослова у Феодосії [Текст] / Є. Лопушинська // Архітектура України. — 1992. — № 3. — С. 44—48: плани, фото, рис.

1996 рік
1. Кадомська М., Малакова І. Покровська церква в с. Пархомівка // З історії української реставрації. — К., 1996. — С. 88—93.
2. Кадомська М., Малакова І. Воскресенська церква на Печерську // З історії української реставрації. — К., 1996. — С. 185—188.
3. Кадомська М., Отченашко В. Будинки 18 ст. по вул. Притисько-Микільській у Києві // З історії української реставрації. — К., 1996. — С. 30—35.
4. Комплекс будівель 2-го Київського Жіночого Училища Духовного Відомства [м. Київ, вул. Десятинна № 4—6], 1885—1908 рр.: Історична довідка / Ін-т «Укрпроектреставрація». — К.: [б. в.], 1996. — 32 с.: 26 вкл. арк.
5. Крощенко Л. Визначення часу побудорви мурованого замку в Кременці / Л. Крощенко // З історії української реставрації: дод. до щорічника «Архітектурна спадщина України» / Держ. ком. України у справах містобудування і архіт., Упр. охорони і рестарації пам'яток містобудування і архіт., Укр. спеціал. наук.-реставрац. проект. ін-т, НДІ теорії та історії архіт. і містобудування ; за ред. В. Тимофієнка ; упоряд.: В. Отченашко, А. Антонюк. — К.: Українознавство, 1996. — С. 254—258. — Бібліогр. в кінці ст. : іл.
6. Лук'янченко В. Наукові дослідження та реставрація оборонних споруд Спасо-Преображенського монастиря у Новгороді-Сіверському / В. Лук'янченко // З історії української реставрації: додаток до щорічника «Архітектурна спадщина України» / Укрпроектреставрація, НДІ теорії та історії архітектури і містобудування. — К.: Українознавство, 1996. — С. 170—176 : іл. — Бібліогр. в кінці ст.
7. Тарутінова І. Комплекс Святовоздвиженського монастиря в селі Міжгір'я на Тернопільщині / З історії української реставрації, — К.: «Українознавство», 1996. — 107—111.

1997 рік
1. Пам'ятка архітектури 1904 р., (охор. № 906-Р). Житловий будинок (Городецького) по вул. Банкова 10, м. Київ : Комплексні наукові дослідження: Історична довідка / Укрпроектреставрація. — К.: [Б. в.], 1997. — [1], 31 с. : 45 вкл. арк. — Бібліогр.: с. 27—29.
2. Пам'ятка архітектури 1906—1908 рр. (охоронний № 4/49) : Готельний корпус (№ 19), Києво-Печерський заповідник, м. Київ, 252015, Печерський район, вул. Січневого повстання, 21 : Історична довідка / Укрпроектреставрація, Держ. ком. України у справах містобудування і архіт. — К.: [б. в.], 1997. — 14 с.: 9 арк. іл.

1998 рік
1. Говденко М. Шедевр барокової архітектури XVII століття — Миколаївський собор у Ніжині / М. Говденко //Теорія та історія архітектури і містобудування: зб. наук. пр. / Держ. НДІ теорії та історії архіт. і містобудування. — К.: НДІТІАМ, 1998. — Вип. 2. — С. 122—127.
2. Історична довідка на садибну ділянку: м. Київ, вул. Звіринецька № 59 [Ксерокопия] / УСНРПІ «Укрпроектреставрація» ; голов. інж. О. Ю. Шевченко; кер. КАРМ С.  Р. Булдей ; голов. архіт. М. А. Стеценко. — К.: [б. и.], 1998. — 14, 11 арк.: плани.
3. Культурний центр України в Москві, вул. Арбат, 9: Реставрація, реконструкція 1994—1998 рр : альбом / Укрпроектреставрація. — К.: [б. и.], [1998]. — 26 л.
4. Шевченко Валентина. Фортифікаційні ідеї Альбрехта Дюрера: втілення в Україні //[недоступне посилання з вересня 2019] Пам'ятки України. — 1998. — № 3—4.

2001 рік
1. Костел св. Миколая у м. Києві, вул. В. Васильківська № 75: Пам’ятка архітектури, 1899—1909 рр.: Охоронний № 902/1, Постанова РМ УРСР № 442: Будинок Причта, 1912 р. : Історична довідка / Укрпроектреставрація, Дер. ком. буд-ва, архіт. та житлової політики України. — К.: [б. в.], 2001. — 103 с. 173 вкл. арк. — Бібліогр.: С. 95—100.

2002 рік
1. Говденко М. Чернігівський колегіум / М. Говденко // Архітектурна спадщина України / Держбуд України, НДІТІАМ, Укр. Академія архіт. — К. : НДІТІАМ, 2002. — Вип.5: Традиції та новаторство у містобудуванні України. — С. 153—169 : рис.

2009 рік
1. Лившиц Ю. А. Усадьба Воронцова в Одессе [Текст] / Ю. А. Лившиц // Воронцовский Дворец. Образ и время [г. Алупка, Крым]: сб. докл. междунар. науч. чтений, сент. 2008 г. / Алупк. дворцово-парк. музей-заповедник. — Симферополь: Н. Оріанда, 2009. — С. 76—118 : ил. — Библиогр. в конце ст.

## Містобудівна документація
- Історико-архітектурний опорний план м. Переяслав-Хмельницький Картографічна та ілюстративна частина проєкту [Архівовано 31 серпня 2021 у Wayback Machine.]
- Науково-проєктна документація щодо визначення, коригування меж та режимів використання зон охорони пам'яток архітектури та містобудування національного та місцевого значення м. Полтава

## Основний перелік пам'яток збережених та відновлених за проєктами фахівців Інституту
| рік                       | адреса                                       | назва пам'ятки                                          | авторський колектив                                                                                             | пам'ятка до реставрації | пам'ятка після реставрації         |
| ------------------------- | -------------------------------------------- | ------------------------------------------------------- | --- | ----------------------- | ---------------------------------- |
| АВТОНОМНА РЕСПУБЛІКА КРИМ |                                              |                                                         | |                         |                                    |
| 1990- 2001                | м. Севастополь Гагаринський район «Херсонес» | Володимирський собор                                    | головний архітектор проєкту Осадчий Є.                                                                          |                         | відтворення                        |
|                           | м. Судак                                     | Генуезька фортеця                                       | головні архітектори проєктів Лопушинська Є. Отченашко В. Ф. архітектори Корніч О. Шелягов                       |                         |                                    |
| КИЇВ                      |                                              |                                                         | |                         |                                    |
|                           | Голосіївський район                          | Костел Святого Миколая                                  | головні архітектори проєктів Граужис О. Бурмай Т. Філіпова Т. архітектори Михайлевський С. Волкова Лабуть С. П. |                         |                                    |
|                           | Печерський район                             | Будинок Кабінету Міністрів України                      | |                         |                                    |
|                           | Печерський район                             | Кловський палац                                         | |                         |                                    |
|                           | Печерський район                             | Маріїнський палац                                       | |                         |                                    |
|                           | Печерський район                             | Національний банк України                               | |                         |                                    |
|                           | Печерський район                             | Воскресенська церква (Афганська)                        | |                         |                                    |
|                           | Печерський район                             | Будинок намісника Києво-Печерської лаври                | |                         |                                    |
|                           | Печерський район                             | Друкарня Києво-Печерської лаври                         | |                         |                                    |
|                           | Печерський район                             | Економічний корпус Києво-Печерської лаври               | |                         |                                    |
|                           | Печерський район                             | Ковнірівський корпус Києво-Печерської лаври             | |                         |                                    |
| 1952, 1980- 1985          | Печерський район                             | Онуфріївська вежа Києво-Печерської лаври                | |                         | в процесі реставарції              |
|                           | Печерський район                             | Трапезна палата Києво-Печерської лаври                  | |                         |                                    |
| 1999 2000                 | Печерський район                             | Успенський собор Києво-Печерської лаври                 | |                         | відтворення                        |
|                           | Печерський район                             | Церква Спаса на Берестові                               | |                         |                                    |
|                           | Печерський район                             | Мистецький Арсенал                                      | |                         |                                    |
|                           | Подільський район                            | Андріївський узвіз                                      | |                         |                                    |
| 2009                      | Подільський район                            | Будинок Київського магістрату                           | Архітектори: Граужис О. Філіпова Т.                                                                             |                         | перспективні роботи                |
|                           | Подільський район                            | Гостинний двір                                          | головний архітектор проєкту Шевченко В. П.                                                                      |                         |                                    |
|                           | Подільський район                            | Дзвіниця церкви Миколи Доброго                          | |                         |                                    |
|                           | Подільський район                            | Києво-Подільська Введенська церква                      | |                         | відбудова                          |
|                           | Солом'янський район                          | Залізничний вокзал «Київ-Пасажирський»                  | |                         |                                    |
|                           | Шевченківський район                         | Андріївська церква                                      | |                         |                                    |
| 1971                      | Шевченківський район                         | Братський корпус Софійського монастиря                  | Головний архітектор проєкту Бикова Р. П. Архітектори: Цяук В. Т.                                                |                         |                                    |
|                           | Шевченківський район                         | Брама Заборовського Софійського монастиря               | | в процесі рестврації    |                                    |
|                           | Шевченківський район                         | Південна башта Софійського монастиря                    | |                         |                                    |
| ВІННИЦЬКА ОБЛАСТЬ         |                                              |                                                         | |                         |                                    |
|                           | м. Бар                                       | Покровський монастир                                    | |                         |                                    |
| 1988                      | м. Вінниця                                   | Єзуїтський монастир                                     | головний архітектор проєкту Бикова Р. П.                                                                        |                         |                                    |
|                           | м. Вінниця                                   | Миколаївська церква в Старомі місті                     | |                         |                                    |
|                           | м. Вінниця                                   | Палацово-парковий комплекс Грохольських в Пятничанах    | |                         | реалізовано не повністю            |
|                           | м. Вінниця                                   | Собор Домініканського монастиря                         | Головний архітектор проєкту Отченачко В. Ф.                                                                     |                         |                                    |
| 1988 1992                 | смт Вороновиця Вінницький район              | Палацово-парковий комплекс Грохольських                 | |                         |                                    |
|                           | м. Жмеринка                                  | Залізничний вокзал                                      | |                         |                                    |
|                           | м. Іванів Калинівський район                 | Замок графа Холоневського                               | |                         |                                    |
| 1988                      | с. Нападівка Липовецький район               | Комплекс садиби Пшилуських                              | |                         | збережена 1988 р. Нині поруйнована |
|                           | с. Стара Прилука Липовецький район           | Палац Мерінга                                           | |                         |                                    |
|                           | м. Серебринці Могилів-Подільський район      |                                                         | |                         |                                    |
|                           | м. Немирів                                   | Палацово-парковий комплекс княгині Щербатової           | |                         |                                    |
|                           | м. Тульчин                                   | Палацово-парковий комплекс Потоцьких                    | |                         |                                    |
|                           | с. Печера Тульчинський район                 | Костьол-усипальниця Потоцьких                           | |                         |                                    |
|                           | м. Хмільник                                  | Палац графа Ксідо                                       | |                         |                                    |
| ДНІПРОПЕТРОВСЬКА ОБЛАСТЬ  |                                              |                                                         | |                         |                                    |
|                           | м. Новомосковськ                             | Свято-Троїцький собор                                   | |                         |                                    |
| ОДЕСЬКА ОБЛАСТЬ           |                                              |                                                         | |                         |                                    |
|                           | м. Одеса                                     | Одеський національний академічний театр опери та балету | головний архітектор проєкту Диховична Н. О.                                                                     |                         |                                    |
|                           | м. Болград                                   | Кафедральний собор Святого Преображення                 | головний архітектор проєкту Диховична Н. О.                                                                     |                         |                                    |
| ПОЛТАВСЬКА ОБЛАСТЬ        |                                              |                                                         | |                         |                                    |
|                           | с. Бобрик Гадяцький район                    | Садиба Масюкових                                        | головний архітектор проєкту Отченашко В. Ф.                                                                     |                         |                                    |
| 1988, 1996- 2000          | с. Пушкарівка Полтавський район              | Вознесенська церква Покровського монастиря              | Головний архітектор проєкту Косьяненко В. І.                                                                    |                         |                                    |
| 1985- 1990                | с. Вишняки Хорольський район                 |                                                         | Головний архітетор проєкту Косьяненко В. І.                                                                     |                         |                                    |
| СУМСЬКА ОБЛАСТЬ           |                                              |                                                         | |                         |                                    |
| 1992- 2004                | м. Глухів                                    | Спасо-Преображенська церква                             | Головний архітектор проєкту Халепа Сергій                                                                       |                         |                                    |
| ХМЕЛЬНИЦЬКА ОБЛАСТЬ       |                                              |                                                         | |                         |                                    |
|                           | м. Кам'янець-Подільський                     | Старий Замок                                            | головний архітектор проєкту Пламеницька Є. М.                                                                   |                         |                                    |
| з 1967                    | смт Меджибіж Летичівський район              | Меджибізький замок                                      | |                         |                                    |
|                           | с. Самчики Старокостянтинівський район       | Палацово-парковий ансамбль «Самчики»                    | |                         |                                    |
| ЧЕРКАСЬКА ОБЛАСТЬ         |                                              |                                                         | |                         |                                    |
| 1996                      | м. Умань                                     | Парк «Софіївка»                                         | Головний архітектор проєкту Бєляков Ю. П.                                                                       |                         |                                    |
| ЧЕРНІВЕЦЬКА ОБЛАСТЬ       |                                              |                                                         | |                         |                                    |
|                           | м. Хотин                                     | Хотинська фортеця                                       | головний архітектор проєкту Косьяненко В. І.                                                                    |                         |                                    |
| ЧЕРНІГІВСЬКА ОБЛАСТЬ      |                                              |                                                         | |                         |                                    |
| З 1975                    | смт Батурин Бахмацький район                 | Батуринська фортеця                                     | Головний архітетор проєкту Косьяненко В. І.                                                                     |                         |                                    |
| 2009                      | смт Батурин Бахмацький район                 | Палац Розумовського                                     | головні архітектори проєкту Косьяненко В. І., Макаренко П.                                                      |                         |                                    |
| 1973 1975- 2013           | с. Качанівка Ічнянський район                | Палацово-парковий комплекс в Качанівці                  | архітектори Говденко М. М. Новгородков В.Є Тимофєєв Б.                                                          |                         |                                    |
|                           | смт Любеч Ріпкінський район                  | Кам'яниця Полуботка                                     | Головний архітектор проєкту Цяук Л. І.                                                                          |                         |                                    |
| 1960, 1990                | м. Ніжин                                     | Миколаївський храм                                      | Головні архітектори проєкту Говденко М. М., Годованюк О. М. Цяук Л. І.                                          |                         |                                    |
|                           | м. Ніжин                                     | Преображенська церква                                   | Головний архітектор проєкту Цяук Л. І. Архітектори: Лукьянченко А., Пєтрова А., Черкашин К.                     |                         | реставрація не завершена           |
|                           | м. Новгород-Сіверський                       | Будинок настоятеля Спасо-Преображенського монастиря     | головний архітектор проєкту Маркіз В. архітектор: Лукьянченко В. І.                                             |                         |                                    |
| 1975—1980                 | м. Чернігів                                  | Катерининська церква                                    | головні архітектори проєктів Говденко М. М. архітектори: Шмульсон І. Л.                                         |                         |                                    |

## Геодезисти
| П. І. Б.                       | Дати життя | Дати роботи в інституті | Посада                                  | Фото |
| ------------------------------ | ---------- | ----------------------- | --------------------------------------- | ---- |
| БРІК Ігор Петрович             |            |                         | Інженер                                 |      |
| БУДЬОНИЙ Антон Сергійович      |            |                         | Технік                                  |      |
| ВІШНЕВСЬКИЙ Володимир          |            |                         | Керівник групи                          |      |
| ГІЛЕНКО Ігор                   |            |                         | Інженер                                 |      |
| ДОБРЕНКО Генадій Степанович    |            |                         | Інженер                                 |      |
| КЛОЧКО Анатолій Олександрович  |            |                         | Керівник групи                          |      |
| КРИВЕЛЬСЬКИЙ Віктор Васильович |            |                         | Технік                                  |      |
| ФОМІН Валерій Павлович         |            |                         | Керівник групи Головний інженер проєкту |      |
| ШОП"ЯК Ростислав Дмитрович     |            |                         | Інженер                                 |      |

## Економісти
| П. І. Б.                      | Дати життя | Дати роботи в інституті | Посада                                                                        | Фото |
| ----------------------------- | ---------- | ----------------------- | ----------------------------------------------------------------------------- | ---- |
| АВСЮКЕВИЧ Маргарита Кирилівна |            |                         | Головний економіст архітектурної групи КАРМ-1, під керівництвом Граужис О. О. |      |
| ГОЛОСНА Світлана              |            | економіст               |                                                                               |      |
| КРУПСЬКИЙ Анатолій Петрович   |            | кошторисник економіст   |                                                                               |      |
| ДУЩЕНКО Раїса Петрівна        |            | економіст               |                                                                               |      |
| НАРІЖНА Олена                 |            | економіст               |                                                                               |      |
| ОСАДЧУК Тетяна Вікторівна     |            | економіст               |                                                                               |      |

## Інженери
| П. І. Б.                                    | Дати життя | Дати роботи в інституті | Посада                     | Фото |
| ------------------------------------------- | ---------- | ----------------------- | -------------------------- | ---- |
| КУЦ І.                                      |            |                         |                            |      |
| ІКОНОМУ Ян                                  |            |                         |                            |      |
| КУЧЕРЯВИЙ Анатолій Антонович                |            |                         | головний інженер           |      |
| МАНДЕЛЬБЛАТ Лев Іосіфович                   |            |                         |                            |      |
| МАШИНСОН М.                                 |            |                         |                            |      |
| ПЄШАЯ Ірина Володимирівна                   |            |                         |                            |      |
| СКЛЯРЕНКО                                   |            |                         |                            |      |
| ХРОМЧЕНКОВА (в дівочості — Мазуріна) Галина |            |                         |                            |      |
| ЧАЙКОВСЬКИЙ В. В.                           |            | інженер-електрик        |                            |      |
| ШЕВЧЕНКО І.                                 |            |                         |                            |      |
| ШЕВЧЕНКО Олег Юрійович                      |            |                         | головний інженер інституту |      |

## Історики/мистецтвознавці
| П. І. Б.                          | Дати життя | Дати роботи в інституті | Посада                                                                   | Фото |
| --------------------------------- | ---------- | ----------------------- | ------------------------------------------------------------------------ | ---- |
| АБРАМОВА Ірина Валентинівна       |            |                         | історик                                                                  |      |
| ГАВРИЛЮК Володимир                |            |                         | історик                                                                  |      |
| ГОНЧАРОВА Катерина Володимирівна  |            |                         | історик керівник сектору історико-бібліографічних досліджень             |      |
| ДЕХТЯРЬОВ Михаїл Георгійович      |            |                         | мистецтвознавець                                                         |      |
| КАДОМСЬКА Марія Абрамівна         |            |                         |                                                                          |      |
| КРОЩЕНКО Леонід                   |            |                         |                                                                          |      |
| КУЧЕРЕНКО Валерій Степанович      |            |                         |                                                                          |      |
| ЛІФШИЦЬ Юлій Арнович              | 25 лютого  |                         | архітектор, історик (мистецтвознавець)                                   |      |
| МАКСИМОВА Галина                  |            |                         | історик (мистецтвознавець)                                               |      |
| МАНІФАСОВА Тетяна Григорівна      |            |                         | історик (мистецтвознавець)                                               |      |
| ПОНОМАРЬОВА Людмила Костянтинівна |            |                         |                                                                          |      |
| ПОШТАРЕНКО Юрій                   |            |                         | історик керівник відділу спеціальної містобудівної документції           |      |
| ПУГАЧЬОВА Наталья                 |            |                         |                                                                          |      |
| РУТКОВСЬКА Ольга Анатоліївна      |            | до 2012 2012—2016       | історик (мистецтвознавець) директор Інституту                            |      |
| ТАРУТІНОВА Ірина Валеріївна       |            |                         |                                                                          |      |
| ТОЛОЧКО Лариса Іванівна           |            |                         |                                                                          |      |
| ШАМРАЄВА Амелія Маріанівна        |            |                         |                                                                          |      |
| ШЕПІТЬКО Ніна Петрівна            |            |                         | начальник відділу                                                        |      |
| ШУЛЕШКО Інна Володимирівна        | 30 січня   | з грудня 2012           | історик, головний спеціаліст сектору історико-бібліографічних досліджень |      |
| ЯРИНИЧ Святослав Вячеславович     |            |                         |                                                                          |      |

## Конструктори
| П. І. Б.                         | Дати життя | Дати роботи в інституті | Посада        | Фото |
| -------------------------------- | ---------- | ----------------------- | ------------- | ---- |
| АРТЮХ Сергій                     |            |                         |               |      |
| БУЛДЕЙ Світлана                  |            |                         | керівник КАРМ |      |
| ДАНИЛЮК Євген Васильович         |            |                         |               |      |
| ОСТАПЕНКО Володимир Валеріанович |            |                         |               |      |
| ПАНЧЕНКО Наталія                 |            |                         |               |      |
| ПЕТЛЯРСЬКИЙ                      |            |                         |               |      |
| РОЖКОВ Анатолій Олексійович      |            |                         |               |      |
| СЕКЕРИН                          |            |                         |               |      |
| СЬОМІК Олена                     |            |                         |               |      |
| ТАРАНУЩЕНКО Тетяна               |            |                         |               |      |
| ТРЕТЬЯК Олександра               |            |                         |               |      |
| ТУПОТА Микола Олексійович        |            |                         |               |      |

## Кошторисники
| П. І. Б.                        | Дати життя | Дати роботи в інституті | Посада | Фото |
| ------------------------------- | ---------- | ----------------------- | ------ | ---- |
| ГАБДРАХИМОВА Лідія              |            |                         |        |      |
| ГОРЯЄВА Валентина Василівна     |            |                         |        |      |
| КНЯГНИЦЬКИЙ Ігор                |            |                         |        |      |
| КРУПСЬКА Наталія                |            |                         |        |      |
| МЕЛЬНИК Олександр Полікарпович  |            |                         |        |      |
| МЕЛЬНИК Олена                   |            |                         |        |      |
| ТКАЧЕНКО Світлана Олександрівна |            | начальник відділу       |        |      |

## Ландшафтні архітектори
| П. І. Б.                          | Дати життя | Дати роботи в інституті | Посада                                        | Фото |
| --------------------------------- | ---------- | ----------------------- | --------------------------------------------- | ---- |
| БІЛЯКОВ Юрій Петрович             |            |                         | головний архітектор проєктів керівник відділу |      |
| БЕРЕЖАНСЬКА Олена Олексіївна      |            |                         | Архітектор                                    |      |
| ВАРФОЛОМЄЄВА Наталія Павлівна     |            |                         | Керівник відділу                              |      |
| ГАЦЕНКО Сергій Юрійович           |            |                         | Архітектор                                    |      |
| ЗАВОДНА Ірина Михайлівна          |            |                         | Архітектор                                    |      |
| КОРОЛЬОНОК Світлана Станіславівна |            |                         | Архітектор                                    |      |
| КНЯГНИЦЬКА Зінаїда Пилипівна      |            |                         | Технік                                        |      |
| КРІВЕНКО Аліна Миколаївна         |            |                         | Керівник групи                                |      |
| КУПРІЄНКО Наталія Миколаївна      |            |                         | Технік                                        |      |
| МАЄВСЬКА Ірина Юліївна            |            |                         | Архітектор                                    |      |
| МЄТЄЛЬ Катерина Єфремівна         |            |                         | Архітектор                                    |      |
| МІРОНЧЕНКО Зофія Степанівна       |            |                         | Керівник групи Керівник відділу               |      |
| МІХАЙЛОВ Сергій Петрович          |            |                         | Архітектор                                    |      |
| МУСІЄНКО Сергій Александрович     |            |                         | Архітектор                                    |      |
| НЕЛІП Олена Леонідівна            |            |                         | Архітектор                                    |      |
| НОВІЧЕНКО Марина Володимирівна    |            |                         | Архітектор                                    |      |
| ПІЩЕЙКО Тетяна Вячеславівна       |            |                         | Архітектор                                    |      |
| ПРІДІЙ Олена Юріївна              |            |                         | Архітектор                                    |      |
| ПРУДКОЙ Андрій Анатольйович       |            |                         | Архітектор                                    |      |
| СОЛОМКО Наталія Василівна         |            |                         | Архітектор                                    |      |
| ХОМЕНКО Вікторія Вікторівна       |            |                         | Архітектор                                    |      |
| ЧЕЛИШЕВА Тетяна Всеволодівна      |            |                         | Архітектор                                    |      |
| ШАПОВАЛ Анатолій Миколайович      |            |                         | дендролог                                     |      |
| ШОЛОХ Катерина Семенівна          |            |                         | дендролог                                     |      |
| ШИПОША Святослав Володимирович    |            |                         | Архітектор                                    |      |

## Техніки
| П. І. Б.    | Дати життя | Дати роботи в інституті | Посада | Фото |
| ----------- | ---------- | ----------------------- | ------ | ---- |
| ВОЛКОВА Н.  |            |                         |        |      |
| ГОРБЕНКО Є. |            |                         |        |      |

## Технологи
| П. І. Б.                     | Дати життя     | Дати роботи в інституті | Посада                               | Фото |
| ---------------------------- | -------------- | ----------------------- | ------------------------------------ | ---- |
| БІЛЕЦЬКА Олена Платонівна    | 15 червня 1945 |                         | технолог                             |      |
| ВОЙТКО Людмила               |                |                         | технолог                             |      |
| ІГНАТУШКО Сергій Леонідович  |                |                         | керівник відділу, технолог           |      |
| КРАВЧЕНКО Олександр Петрович |                |                         | технолог                             |      |
| САЛЬНІКОВА Надія Василівна   | 5 серпня 1940  |                         | технолог                             |      |
| СВЯТИНА Аліса Борисівна      | 7 березня 1986 | з вересня 2012          | керівник лабораторії, технолог       |      |
| СКЛЯР Світлана               | 11 липня 1965  |                         | технолог                             |      |
| СТРІЛЕНКО Юлія Миколаївна    | 19 серпня 1941 |                         | технолог                             |      |
| ТИМКОВИЧ Василій Юрійович    | 14 лютого 1955 |                         | начальник відділу директор Інституту |      |
| ТИХОНОВА Ольга Михайлівна    | 20 лютого 1961 |                         | технолог                             |      |

## Фотографи
| П. І. Б.             | Дати життя | Дати роботи в інституті | Посада | Фото |
| -------------------- | ---------- | ----------------------- | ------ | ---- |
| ГОНЧАР (батько)      |            |                         |        |      |
| ГОНЧАР (син)         |            |                         |        |      |
| ЛІТВІНЕНКО Володимир |            |                         |        |      |

## Директори
| П. І. Б.                     | Дати життя     | Дати роботи в інституті      | Посада | Фото |
| ---------------------------- | -------------- | ---------------------------- | --- | ---- |
| ЛАПШОВ Валерій Костянтинович |                | 1980—1983                    | директор                                                                                                   |      |
| АНТОНЮК Анатолій Євдокимович | 6 грудня 1934  | 1983—2011                    | директор Інституту                                                                                         |      |
| МОЛОЖ Олександр Єгорович     |                | до 2011 2011—2012 з 2012     | головний архітектор проєктів в.о. директора головний архітектор проєктів                                   |      |
| РУТКОВСЬКА Ольга Анатоліївна | 3 березня 1973 | 2001—2012 2012—2016          | мистецтвознавець, головспец, старший науковий співробітник директор                                        |      |
| ТИМКОВИЧ Василій Юрійович    |                | до 2009 з 2016 з 2016 з 2017 | начальник технологічного відділу заступник директора — головний інженер інституту т.в.о директора директор |      |

## Нагороди та відзнаки
Указ Президента України від 19 січня 2005 року N 53/2005 «Про відзначення державними нагородами України працівників підприємств, установ та організацій міста Києва»

## Публікації про фахівців, їх діяльність та роботи
1987
1. Панорама [Текст] // Архитектура СССР: ежемесяч. теорет., науч.-практ. журн. — 1987. — № 6. — С. 10 (про реставрацію фасадів та інтер'єрів ансамблю Успенського собору у м. Харкові)

1996 рік
1. Пономарьова Л. Реставрація Бахчисарайського палацу / Л. Пономарьова // З історії української реставрації: дод. до щорічника «Архітектурна спадщина України» / Держ. ком. України у справах містобудування і архіт., Упр. охорони та реставрації пам'яток містобудування і архіт., Укр. спеціал. наук.-реставрац. проєкт. ін-т, НДІ теорії та історії архіт. і містобудування ; за ред. В. Тимофієнка ; упоряд.: В. Отченашко, А. Антонюк. — К.: Українознавство, 1996. — С. 48—58.
2. Пономарьова, Л. Генуезька фортеця у Судаку / Л. Пономарьова // З історії української реставрації: дод. до щорічника «Архітектурна спадщина України» / Держ. ком. України у справах містобудування і архіт., Упр. охорони та реставрації пам'яток містобудування і архіт., Укр. спеціал. наук.-реставрац. проєкт. ін-т, НДІ теорії та історії архіт. і містобудування ; за ред. В. Тимофієнка ; упоряд.: В. Отченашко, А. Антонюк. — К.: Українознавство, 1996. — С. 204—214.

2000 рік
1. Логвин Наталія. Реставратор Євгенія Пламеницька: Сильветки // Пам'ятки України. — 2000. — Число 3—4. — С. 123—124.

2002
1. Українська школа реставрації

2003 рік
1. Верес Л. Піднятий з руїн. У Херсонесі освячено собор Святого Володимира, відтворений з ініціативи Президента України Леоніда Кучми та за сприяння Київського міського голови Олександра Омельченка коштом столичної громади] / Л. Верес // Хрещатик. — 2004. — 6 квітня (№ 49). — С. 3 : іл.
2. Зубович Тетяна. Хотинський замок / Т. Зубович // Архітектурний вісник. — 2003. — № 4. — С. 68—70.

2005 рік
1. Мишинов И. Дом для президента / И. Мишинов // Domus Design: Интерьер. Мебель. Декор. — 2005. — № 3. — С. 75—88 (про Будинок з химерами В.Городецького розповідає головний архітектор проєктів Наталія Косенко)
2. Марків Н. Унікальний шанс? «Мистецький Арсенал» може стати музеєм світового рівня. Однак його створення, на думку фахівців, потребує спеціального закону [Текст] / Н. Марків // Хрещатик. — 2005. — 14 грудня (№ 186). — С. 9 (бесіда з директором інституту «УкрНДІпроектреставрація» Анатолієм Антонюком)
3. Жамаскін Б. Автографи для історії [Текст]: за 60 років в нашій столиці фахівці інституту «УкрНДІпроектреставрація» взяли участь у відродженні тисяч житлових будинків, сотень шкіл, дитсадків, лікарень, театрів, офісів, банків / Б. Дамаскін // Хрещатик. — 2005. — 24 червня (№ 91). — С. 6.
4. Шаповалова И. Особенности столичных особняков : [Об отреставрированных особняках и тех, что требуют реставрации — Дом Городецкого, Кловский и Мариинский дворцы, здание Союза писателей Украины, «шоколадный домик», дом фонда Л. Кучмы "Украина"] / И. Шаповалова // Аргументы и факты в Украине. — 2005. — № 30. — С. 20.

2006 рік
1. Липски О. «Реставрация» Алешина / О. Липски // А. С. С — Ватерпас. — 2006. — № 2. — С. 44—47: ил. (Про реставрацію особняка М. В. Ковалевського в Києві, побудованого за проєктом П. Ф. Альошина).

2007 рік
1. Кербут Т. В. Історія реставрації будинку генерального судді В. Кочубея в м. Батурині / Т. В. Кербут // Праці Науково-дослідного інституту пам'яткоохоронних досліджень / М-во культури і туризму України, Держ. служба з питань нац. культ. спадщини. — К. : Фенікс, 2007. — Вип. 3. — С. 138—143. — Бібліогр.: с. 144.

2009
1. [Архівовано 4 березня 2016 у Wayback Machine.] Містобудівна рада схвалила концепцію реставрації Подолу // Українська правда. 24 грудня 2011

2010 рік
1. Олена Чекан. Доба нової руїни / Тиждень.ua. 29 липня 2010 (На Волині з благословення Московського патріархату гине пам'ятка національного значення — Зимненський Свято-Успенський монастир На передньому плані –розломи ґрунту на схилі, замасковані глиною (цит.) [Архівовано 18 жовтня 2016 у Wayback Machine.]

2011 рік
1. Круглий стіл. Андріївський узвіз: КОНЦЕПЦІЯ РЕСТАВРАЦІЇ ЗАБУДОВИ ТА БЛАГОУСТРОЮ ТЕРИТОРІЇ. 03 березня 2011 [Архівовано 31 травня 2020 у Wayback Machine.]
2. Екатерина Новосвитняя. «Ни в одном православном храме нет таких уникальных многофигурных композиций!» (фото) / Газета «Факти». 27 квітня 2011. [Архівовано 12 жовтня 2016 у Wayback Machine.]
3. Біловицька Наталія. Собор отримає друге дихання [Текст] / Н. Біловицька // Урядовий кур'єр: Газета центральних органів виконавчої влади. — 2011. — № 88. — С. 5: кольор.іл. (Про реставарацію собору в Новомосковську
4. Олена Чекан. Храмове лихо: невігластво церковників Московського патріархату спотворило архітектурну пам'ятку / Тиждень.ua. 9 листопада 2011 [Архівовано 21 жовтня 2016 у Wayback Machine.]
5. Оксана Миколюк. Коли немає замовлень від держави: Чи має шанс вціліти унікальна вітчизняна школа реставрації? // Газета «День». 25 лютого 2011 [Архівовано 19 жовтня 2016 у Wayback Machine.]

2012 рік
1. [Архівовано 13 жовтня 2016 у Wayback Machine.] НДІ «Укрпроектреставрація» позбавляють приміщення [відео / 5 канал. 21 березня 2012
2. В.Тимкович: забудовники часто використовують не ті матеріали, які заявляли на експертизу / розмову записала Ольга Завгородня / Інформаційне агентство «Українські національні новини». 15 липня 2012 [Архівовано 12 жовтня 2016 у Wayback Machine.]
3. От реставраторов хотят избавиться? [Текст] // БудМайстер. — 2012. — № 3. — С. 21 (Про акцію, що відбулася поблизу Гостиного двору на Контрактовій площі у м. Києві, організовану з метою привернути увагу громадськості до державної політики в галузі реставрації пам'яток архітектури в Україні)
4. У міськвиконкомі презентувати історико-архітектурний опорний план Полтави / Репортер. Інтерне-видання м. Полтави та області. 15 грудня 2012 [Архівовано 13 жовтня 2016 у Wayback Machine.]
5. Мариинский дворец [Текст] // A+C: Art+Construction. — 2012. — № 3—4. — С. 50: цв. ил.
6. Соколов Андрій. З історії збереження собору Святого князя Володимира у Херсонесі [Текст] / А. Соколов // Краєзнавство. — 2012. — № 4. — С. 99—102.
7. Тетяна Пасова. Операція, реставрація чи ліквідація // Голос України, 7 листопада 2012 [Архівовано 18 жовтня 2016 у Wayback Machine.]

2013 рік
1. «УкрНДІпроектреставрація» констатує стан палацу Сенявських [Архівовано 12 жовтня 2016 у Wayback Machine.]
2. Карманова Ирина. В Украине разрушают реставрационную отрасль [Текст] / И. Карманова // БудМайстер. — 2013. — № 4. — С. 2—3: цв. ил. (Про діяльність щодо закриття науково-дослідних інститутів, які займаються питанням реставрації в Україні)
3. Гончарова К. В. До питання про становлення української школи архітектурної реставрації / К. В. Гончарова // Вісник інституту «УкрНДІпроектреставрація»: зб. наук. статей. — К.: Софія, 2013. — С. 8—29.
4. Євгенія Пламеницька [про неї] / Замки и крепости Украины. 1 квітня 2013 [Архівовано 12 жовтня 2016 у Wayback Machine.]
5. Маркман Пётр. Архитектор Владимир Смирнов [Текст] / П. Маркман // A+C: Art+Construction. — 2013. — № 3—4. — С. 134.

2014 рік
1. Сердюк Олена. Музей «Судацька фортеця» Національного заповідника «Софія Київська» [Текст] / О. Сердюк, М. Тимошенко // Пам'ятки України: історія та культура. — 2014. — № 7. — С. 2—9.
2. Західні ворота Софії Київської або Брама Заборовського. 1 червня 2014 (За результатами досліджень 1982—1983 років в інституті «УкрНДІпроектреставрація» архітектор Раїса Бикова розробила проект реставрації та відтворення пам'ятника в його первісному вигляді (цит.)
3. Анна Горпинченко. Храм, умитий росою". У Києво-Печерській лаврі після реставрації відкрито Трапезний храм // «УНІАН-Релігії». 19 квітня 2014 (Завдяки роботі майстрів «УкрНДІпроектреставрація» — а це знані фахівці в Україні, тепер ми бачимо храм майже у первозданному вигляді (цит.) [Архівовано 18 жовтня 2016 у Wayback Machine.]

2015 рік
1. Велику лаврську дзвіницю незабаром відкриють для відвідувачів / prostir.museum. 24 лютого 2015 [Архівовано 12 жовтня 2016 у Wayback Machine.]
2. Проведення реставраційних робіт на пам'ятці архітектури «Дзвіниця Успенського собору» [Архівовано 12 жовтня 2016 у Wayback Machine.] / Національний Києво-Печерський історико-культурний заповідника. 2015
3. Повідомлення про початок процедури розгляду та врахування пропозицій громадськості у проекті містобудівної документації «Проект внесення змін до Генерального плану м. Хмільник Вінницької області» / Хмільник — офіційний сайт міста. 07 квітня 2015 [Архівовано 12 жовтня 2016 у Wayback Machine.]
4. Людмила Кліщук. На реставрацію однієї садиби Вінниччини потрібно близько восьми мільйонів гривень / vlasno.info. 31 липня 2015 [Архівовано 12 жовтня 2016 у Wayback Machine.]
5. Півтори сотні старовинних маєтків Вінниччини під загрозою знищення / i-vin.info. 31 липня 2015 [Архівовано 12 жовтня 2016 у Wayback Machine.]
6. Людмила Кліщук. Вінницьку «Лавру» очищують від радянщини / vlasno.info. 06 серпня 2015 [Архівовано 12 жовтня 2016 у Wayback Machine.]
7. І рина Христич. Правда проти неправди / Наше місто: інформаційно-аналітична газета Старокостянтинівської міської ради. 07 серпня 2015 («На замовлення виконавчого комітету міської ради Київським інститутом „УкрНДІпроектреставрація“ виготовлений історико-архітектурний опорний план міста з визначенням історичного ареалу. Розроблена проектно-кошторисна документація на проведення ремонтно-реставраційних робіт в замку, а також по відновленню комплексу споруд Домініканського костелу та Оборонної вежі.» (цит.)
8. Анна Ковальчук. Вінницькі Мури зсередини: що «вигребли» археологи / 0432.ua. 20 серпня 2015 [Архівовано 18 жовтня 2016 у Wayback Machine.]
9. Міжнародна архітектурна літня школа «Новий Львів». 22—30 серпня 2015 року [Архівовано 18 жовтня 2016 у Wayback Machine.]
10. Людмила Кліщук. Базовий заклад країни з реставрації пам'яток хочуть знищити / vlasno.info. 30 серпня 2015 [Архівовано 18 жовтня 2016 у Wayback Machine.]
11. Людмила Кліщук. Комплекс родової усипальниці Потоцьких на Вінниччині готуються реставрувати / vlasno.info. 09 вересня 2015 [Архівовано 12 жовтня 2016 у Wayback Machine.]
12. Управління музейної справи представляє платформу для дискусій про культурну спадщину / prostir.museum. 07 жовтня 2015 [Архівовано 12 жовтня 2016 у Wayback Machine.]
13. Людмила Кліщук. У палаці на Вінниччині влаштовують пікніки / vlasno.info. 24 жовтня 2015 [Архівовано 12 жовтня 2016 у Wayback Machine.]
14. Людмила Кліщук. Пам'ятка архітектури XIX століття стала символом села на Вінниччині / vlasno.info. 28 жовтня 2015 [Архівовано 12 жовтня 2016 у Wayback Machine.]
15. Людмила Кліщук. Американську систему хмарочосів використав Городецький у костелі на Вінниччині джерело / vlasno.info. 02 листопада 2015 [Архівовано 12 жовтня 2016 у Wayback Machine.]
16. Людмила Кліщук. Миколаївський храм у Вінниці врятували від комах / vlasno.info. 09 листопада 2015 [Архівовано 18 жовтня 2016 у Wayback Machine.]
17. Чи відреставрують вінницькі «Мури»? 18 листопада 2015
18. У Вінниці рятуватимуть найдавнішу пам'ятку архітектури міста «Мури»? / ВИННИЦА.info. 18 листопада 2015 року [Архівовано 17 жовтня 2016 у Wayback Machine.]
19. У Вінниці в башті домініканців знайшли піч XVIII століття. 19 листопада 2015
20. Градоблянська Тетяна. Палац від руїн віддаляють сотні мільйонів гривень [Текст] / Т. Градоблянська // Голос України: газ. Верховної Ради України. — 2015. — № 65. — С. 1, 7

2016 рік
1. Людмила Кліщук. Стіни Вінницьких Мурів будуть штучно утримувати від руйнування / vlasno.info. 21 березня 2016 [Архівовано 12 жовтня 2016 у Wayback Machine.]
2. Сніжана Божок. Про садибу Дараганів заговорили в столиці. 2016 [Архівовано 13 жовтня 2016 у Wayback Machine.]
3. Затверджено новий склад Науково-методичної ради з питань охорони культурної спадщини Мінкультури / prostir.museum. 12 липня 2016 [Архівовано 12 жовтня 2016 у Wayback Machine.]
4. «УКРНДІПРОЕКТРЕСТАВРАЦІЯ» забракував проект закону про охорону культурної спадщини / prostir.museum. 28 січня 2016 [Архівовано 12 жовтня 2016 у Wayback Machine.]
5. Анатолій Ізотов: «Діснейленду» із Хустського замку створено не буде" / записала Марина Алдон // Наш Хуст. — 27 вересня 2016 року.
6. Юлія Плахтій. Вінницькі мури зникають, на їх відновлення треба п'ять мільйонів / Вінницький інформаційний портал «Вежа». 7 Жовтня 2016
7. Цитадель Батуринської фортеці. 14 жовтня 2016 [Архівовано 16 жовтня 2016 у Wayback Machine.]
8. Катерина Гончарова: «В США люди більш активні, а законодавство менш регульоване» / Прес-служба Департаменту містобудування та архітектури КМДАю — 2016 [Архівовано 18 жовтня 2016 у Wayback Machine.]
9. «Вінниці не буде, якщо зникнуть Мури». Пам'ятку врятують за 5 мільйонів / 20minut.ua. 6 жовтня 2016 («Головний архітектор „УкрНДІпроектреставрація“ (Київ) Анатолій Ізотов запевнив, що пам'ятка руйнується не тільки через людину, але й через природні процеси: — Комплекс стоїть на поганому ґрунті, — каже архітектор-реставратор. — Коли минулого року проводили там консерваційні роботи, то побачили, що ґрунт під фундаментом вологий, і вся конструкція поступово йде під землю. До цього ще можна додати згубний вплив будівництва: не можна поряд з аварійною пам'яткою зводити новобудови… …Архітектор-реставратор Анатолій Ізотов ще додав, що у Вінниці „нульова культура відновлення історичної спадщини“: — Це добре, що місто себе позиціонує, як європейське місто. Але Європа — це не тільки новобудови зі скла й бетону, а ще й повага до історії. На жаль, у Вінниці цього немає. Треба відпрацювати єдину стратегію відновлення історичної спадщини, яка б була в комплексі зі стратегією розвитку міста» (цит.) [Архівовано 18 жовтня 2016 у Wayback Machine.]

2017 рік
1. Перед реставрацией Воронцовский дворец и колоннаду осмотрели столичные специалисты / Думская. 5 апреля 2017 [Архівовано 16 травня 2017 у Wayback Machine.]
2. В Одессе планируют отреставрировать Воронцовский дворец и колоннаду / Depo.ua. 5 апреля 2017 [Архівовано 29 травня 2020 у Wayback Machine.]
3. Архитектор Изотов: «Если слишком торопиться, то Колоннаду подмажут, она простоит года три, и ее больше не будет» / Odessit.ua. 17 мая 2017 [Архівовано 20 травня 2020 у Wayback Machine.]
4. Сергей Котелко. ИСТОРИЯ И РЕСТАВРАЦИЯ КОЛОННАДЫ ВОРОНЦОВСКОГО ДВОРЦА / «Путешествуя историей». 2017 (История Колоннады и проблемы её реставрации, которые мы обсудили с Анатолием Изотовым) [Архівовано 21 травня 2017 у Wayback Machine.]

## Відеосюжети
1. НДІ «Укрпроектреставрація» позбавляють приміщення / 5 канал. 21 березня 2012 (Вони дали друге життя будівлі Верховної Ради, Андріївській церкві, а тепер можуть втратити роботу. Науково-дослідний інститут «Укрпроектреставрація» — провідний заклад з відновлення пам'яток архітектури, позбавляють приміщення" (цит.)
2. Реконструкція донецького театру ім. Солов'яненка / 5 канал. 11 березня 2013 (Донецький національний академічний театр планують добудувати. Це спричинило обурення у громадських активістів. Ті запевняють — споруда може втратити свою історичну цінність. Натомість, самі театрали погоджуються на таке розширення (цит.)
3. Игорь Кирпичников. Вінницькі мури і таємниця підземель. 20 серпня 2015 («Реставрація вінницьких мурів та проведення протиаварійних робіт. Німецькі автомайстерні в домініканській стайні. Історична пам'ятка XVII ст. Головний реставратор Анатолій Ізотов інституту „УкрНДІпроектреставрація“. Мури вінницької єпархії УПЦ МП. Оборонні мури Вінниці — велич та занепад». (цит.)
4. Врятувати історію. Телеканал «ЕВЕРЕСТ» (Вінниця). 14 вересня 2015 (Про перші кроки щодо збереження Вінницьких Мурів. «Археологи закінчили свою роботу, тож естафета перейшла до реставраторів. Тепер вони повинні подбати про історичні будівлі, які знаходяться поряд.» (цит.)
5. Порятунок модерну // ГромадськеТБ (Полтава) 16 червня 2016 [Архівовано 26 серпня 2021 у Wayback Machine.] (Наш фахівець архітектор-реставратор Анатолій Ізотов узяв учать в проєкті «Школи Лохвицького земства»).
6. Реставратори і реставрація. "Люди і час. Провінціали / ВДТ (ТРК"ВІНТЕРА"). 22.10.2016 (діалог Андрія Орленко з архітектором-реставратором Анатолієм Ізотовим)
7. Миргород. Миргородській водолікарні бути / ТСМ. 06.12.2016 (Такого висновку дійшли учасники робочої наради, що відбулася у Миргородському краєзнавчому музеї. З конкретними ідеями та напрацюваннями щодо відновлення історичної пам'ятки миргородської водогрязелікарні, збудованої на території курорту земським архітектором Опанасом Сластіоном, в місто приїхали активісти проєкту «Школи Лохвицького земства» на чолі з Ольгою Герасим'юк)
8. Джерело мистецтв. Реставратор — співучасник творчого процесу? (І. Малакова). Навчіться бачити її скрізь — і ви знайдете щастя. Краса Божого творіння, як і було обіцяно, врятує світ, починаючи від вас — допитливих, захопливих та відкритих до пізнання. Дізнайтеся про те, що вважали красивим великі уми людства — погляньте на світ їхніми очима разом із нами в передачі «Джерело мистецтв». [Архівовано 4 лютого 2017 у Wayback Machine.]
9. В Одессе отреставрируют Воронцовский дворец и Колоннаду / ГЛАС. 04.05.2017 (4 квітня в Одесі фахівці з Києва і Дніпра оцінювали стан знаменитих Воронцовського Палацу та колонади. Оскільки вже в 2017 році ці одеські пам'ятки очікує масштабна реставрація)
10. Колоннаду Воронцовского дворца закроют на реставрацию / Новости 7 канал Одесса. 04.05.2017 (Колонны исписали вандалы, а с потолка осыпается штукатурка. Памятник архитектуры пока в открытом доступе, однако опасные участки закрыли сигнальной лентой, а на крыше достопримечательности работают эксперты)
11. Алия Замчинская. Есть город, который…за забором. Авторский репортаж / DumskayaTV.  24 мая 2017
12. Алёна Швец. Архитектор-реставратор Анатолий Изотов о реставрации главных достопримечательностей Одессы / Одесская жизнь. 06 июня 2017 [Архівовано 3 червня 2017 у Wayback Machine.]